# Catacombe di Malta
Le catacombe di Malta sono una serie di catacombe paleocristiane sparse su tutto il territorio di Malta.
Le catacombe di Malta si presentano di dimensioni ridotte e in buono stato di conservazione: sono per lo più scavate nella roccia e quasi del tutto prive di decorazioni, dimostrazione del fatto che furono utilizzate da una comunità non ricca. Rappresentano le prime testimonianze della nascita e della diffusione del cristianesimo a Malta.
Nel 1925 alcune catacombe furono inserite nella lista delle Antichità mentre nel 1998 sono state candidate come patrimonio dell'umanità.

## Catacombe
- Catacombe di Tal-Mintna, Mqabba
- Catacombe di San Paolo, Rabat
- Catacombe di Sant'Agnese, Rabat
- Catacombe di Salina, Naxxar
- Catacombe di Sant'Agostino, Rabat
- Catacombe di Ta' Bistra, Mosta
- Catacombe di San Cataldo, Rabat
- Abbatija Tad-Dejr